# The Sins of Thy Beloved
The Sins of Thy Beloved foi uma banda norueguesa de metal gótico formada em 1996 na cidade de Bryne, Rogaland pelos músicos Glenn Morten Nordbø, Arild Christensen e Stig Johansen. O grupo encerrou suas atividades em 2005.

## História
A banda foi formada em dezembro de 1996 sob o nome Purgatory pelos guitarristas Glenn Morten Nordbø e Arild Christensen, e o baterista Stig Johansen. No entanto, eles decidiram mudá-lo para algo menos comum em inglês arcaico, resultando em The Sins of Thy Beloved. A vocalista Anita Auglend e o baixista Ola Aarrestad se juntaram à banda pouco depois, culminando no lançamento de um álbum demo e um EP intitulado All Alone em 1997.
Para completar a formação do grupo, Anders Thue e Ingfrid Stensland foram ambos recrutados como tecladistas, e Pete Johanson assumiu os violinos. O álbum de estreia, Lake of Sorrow, foi então lançado pela Napalm Records no final de 1998. Para promover o disco, a banda realizou uma turnê pela Europa em 1999 ao lado de seus conterrâneos do Trail of Tears e Tristania, que no ano anterior também haviam lançado seus trabalhos de estreia, Disclosure in Red e Widow's Weeds, respectivamente.
Em 20 de junho de 2000, foi lançado o segundo álbum da banda, Perpetual Desolation. O disco deu continuidade à sonoridade previamente apresentada em Lake of Sorrow, com ênfase no contraste entre os vocais masculinos e femininos, e o som do violino de Johansen. Após alguns shows promocionais do álbum, Auglend decidiu sair da banda e a cantora Hege-Marie Aanby foi trazida para substituí-la em uma turnê no México com o The Gathering em janeiro de 2001, embora Aanby também tenha saído do grupo poucos meses depois.
Thue, Stensland e Johansen também optaram por deixar a banda posteriormente devido à intensa rotina de concertos. Contudo, a banda lançou um VHS ao vivo intitulado Perpetual Desolation Live em 30 de janeiro de 2001, contendo uma performance em Katowice, Polônia, e sua versão em CD foi disponibilizada mais tarde em 2002 através da Scarecrow Records.
Desde então, o grupo realizou apenas algumas apresentações esporádicas em festivais na Noruega, como na cidade de Jæren em 23 de maio de 2002 contendo toda a formação original, e em 29 de outubro de 2005 na cidade de Kristiansand com a adição de Mona Wallin nos vocais e Maiken Olaisen nos teclados, evento cujo marcou também a última performance ao vivo da banda. Algum tempo depois, em abril de 2007, surgiram rumores de que Auglend havia concordado em retornar à banda para a gravação de um hipotético terceiro álbum de estúdio e sua subsequente turnê promocional. Ela ainda chegou a conceder uma entrevista à um website de fãs dizendo que havia sido contatada pelos demais membros e demonstrado interesse em retornar, no entanto, não houve nenhum comunicado oficial por parte da banda ou vocalista, mantendo o grupo inativo desde então.

## Formação

### Membros finais
- Glenn Morten Nordbø – guitarra, vocais (1996–2005)
- Arild Christensen – guitarra, vocais (1996–2005)
- Stig Johansen – bateria (1996–2005)
- Ola Aarrestad – baixo (1996–2005)
- Anders Thue – teclado (1997–2001; 2002–2005)
- Pete Johansen – violino (1998–2001; 2005)
- Mona Wallin – vocais (2005)
- Maiken Olaisen – teclado (2005)

### Ex-membros
- Anita Auglend – vocais (1996–2001; 2002)
- Ingfrid Stensland – teclado (1997–2001)
- Hege-Marie Aanby – vocais (2001)

## Discografia

### Álbuns de estúdio
- Lake of Sorrow (1998)
- Perpetual Desolation (2000)

### Álbuns ao vivo
- Perpetual Desolation Live (2001)

### EPs
- All Alone (1997)

### Álbuns demo
- The Sins of Thy Beloved (1997)